# Plato guacharo
Espèce
Synonymes
- Wendilgarda guacharo Brignoli, 1972

Plato guacharo est une espèce d'araignées aranéomorphes de la famille des Theridiosomatidae.

## Distribution
Cette espèce est endémique de l'État de Monagas au Venezuela,. Elle se rencontre dans la grotte Cueva del Guacharo.

## Description
Le mâle holotype mesure 2,32 mm et la femelle paratype 3,42 mm.
Le mâle décrit par Prete et Brescovit en 2024 mesure 2 mm et la femelle 2,6 mm.

## Systématique et taxinomie
Cette espèce a été décrite sous le protonyme Wendilgarda guacharo par Brignoli en 1972. Elle est placée dans le genre Plato par Coddington en 1986.

## Étymologie
Son nom d'espèce lui a été donné en référence au lieu de sa découverte, la grotte Cueva del Guacharo.

## Publication originale
- Brignoli, 1972 : « Sur quelques araignées cavernicoles d'Argentine, Uruguay, Brésil et Venezuela récoltées par le Dr P. Strinati (Arachnida, Araneae). » Revue Suisse de Zoologie, vol. 79, p. 361-385 (texte intégral).